# Alois Kreiten
Alois Kreiten (* 16. Februar 1856 in Oedt; † 3. März 1930 in Köln) war ein bedeutender Kölner Goldschmied und Emailleur.

## Leben und Werk
Kreiten war Sohn des Schuhmachers Valentin Kreiten (1825–1868) aus Oedt und der Anna Margaretha, geb. Busch (1828–99). Seit 1888 betrieb Kreiten in Köln eine eigene Werkstatt und war königlich-rumänischer Hofgoldschmied. Die Werkstatt befand sich in der Komödienstraße 47. Er war Innungsobermeister in Köln. In 1885 heiratete er Cäcilie Bauer (1856–1930) aus Düsseldorf. Nachfolger in der Werkstatt war sein Sohn Paul Kreiten (1890–1970). Die Arbeiten von Paul Kreiten zeigen Einflüsse des Art Déco-Stils sowie des Dessauer Bauhauses.
Kreiten war Großonkel des von den Nazis hingerichteten Pianisten Karlrobert Kreiten (1916–1943).

## Werke

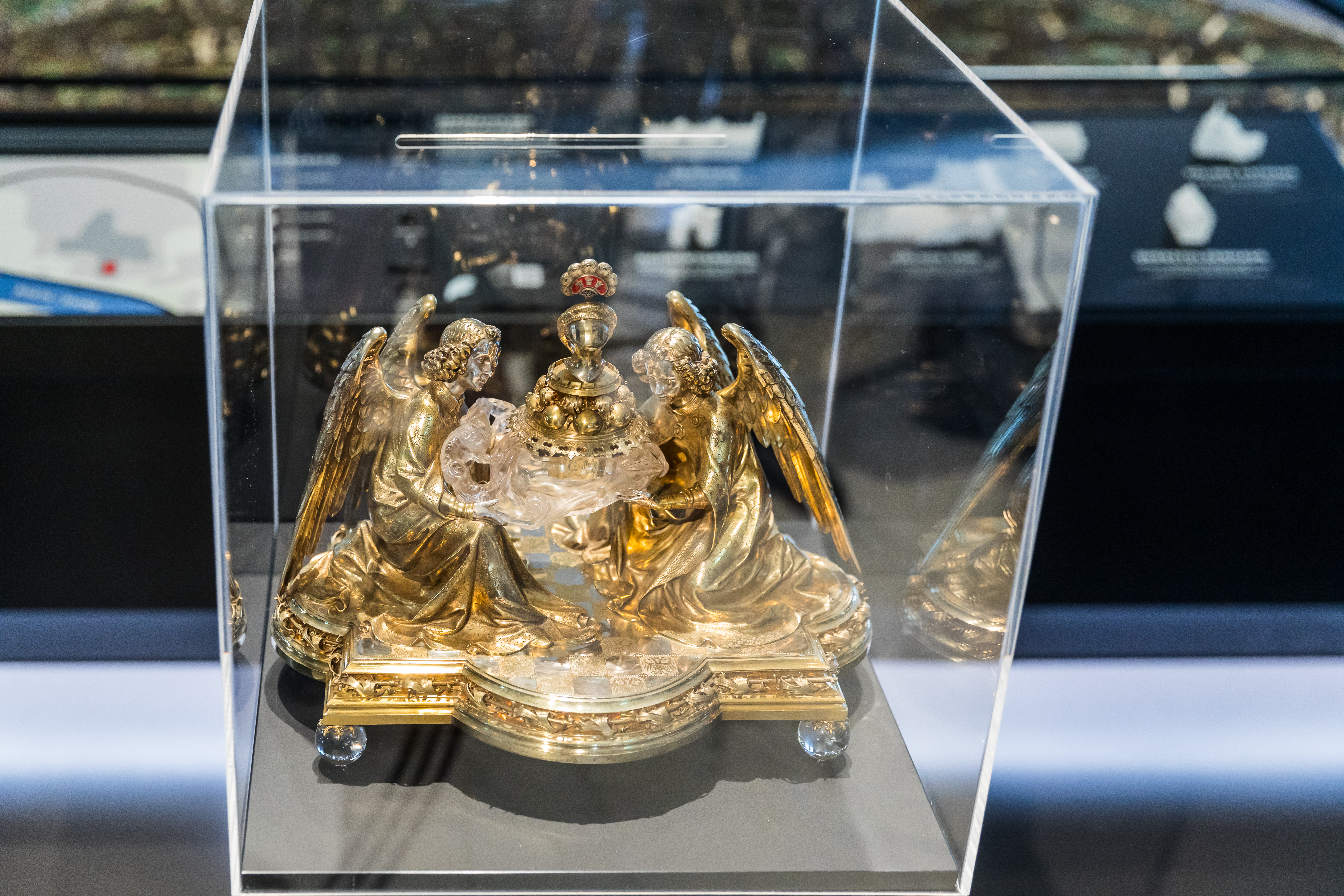
Tintenfass des Kölner Ratssilber, 1899

Kreitens Werke befinden sich in Kirchen und Museen des Rheinlandes; er hat zahlreiche Werke von überwiegend hervorragender Qualität hinterlassen:
- Vortragekreuz (ca. 1880), heute St. Stephan, Köln-Lindenthal
- Monstranz, St. Mariä Himmelfahrt, Marienfeld (Much)
- Ziborium und Monstranz, St. Agnes (Köln)
- Tintenfass für das Kölner Ratssilber, 1899[2]
- Adlerleuchter, (1900) Kölnisches Stadtmuseum

Silber vergoldet, Email, Bergkristall, Edelsteine: Höhe 112 cm, Durchmesser 54 cm
- Reliquiar, St. Agatha (1900) Dormagen-Straberg
- Reliquiar, Schützenbruderschaft St. Sebastian, Köln-Dünnwald
- Leuchterpaar Bauer und Jungfrau (1901);

Silber vergoldet, Email, Edelsteine, Höhe 116 cm, Durchmesser 56 cm.
- Weihrauchschiff von 1903, weitere Werke vorhanden in St. Hubertus, Köln-Brück
- Kelch, St. Barbara in Nideggen-Muldenau
- dreiteiliges Ölgefäß in Silber (1906), St. Severin in Köln
- Kelch (1907), St. Mariä Himmelfahrt in Köln-Holweide
- Turmmonstranz, St. Anna, Wipperfürth-Hämmern
- Drei Leuchter, St. Nikolaus, Köln-Dünnwald[3]
- Zwei Kelche, Heilige Familie, Köln-Höhenhaus
- Gefäß für hll. Öle, Unbefleckte Empfängnis, Wipperfürth-Egen
- Ziborium, St. Joseph, Lindlar-Linde, um 1900/1. Viertel des 20. Jahrhunderts
- Monstranz, Kapelle St. Johannes, Wipperfürth-Ommerborn[4]
- Taufgarnitur, St. Agatha, Wipperfürth-Agathaberg (um 1920–1930)
- Ziborium, St. Nikolaus, Wipperfürth (1915)
- Kustodia, St. Maria Himmelfahrt, Hückeswagen
- Ziborium, St. Johannes Baptist, Bergisch Gladbach-Refrath
- zwei Reliquiare in St. Kunibert, Köln
- silbernes Mokka-Service (von Paul Kreiten 1925/30), Kölnisches Stadtmuseum
- Monstranz (beschriftet 1928), St. Hedwig, Köln-Höhenhaus
- Kelch (beschriftet 1929), St. Hermann Joseph, Köln-Dünnwald, dazu Nachfolgewerk von Paul Kreiten
- Ziborium (beschriftet 1935, mit Signatur Paul Kreiten), St. Johann Baptist, Köln-Höhenhaus[5]